# Slag bij Vincy
De Slag bij Vincy vond plaats in Vincy, tegenwoordig Les Rues-des-Vignes, nabij Cambrai in het huidige Noorderdepartement op 21 maart 717. Karel Martel en de Austrasiërs streden tezamen tegen koning Chilperik II der Franken en zijn hofmeier Raganfrid.
Na de verloren slag bij Amel in 716 keerden Chilperik en Raganfrid terug naar Neustrië. 
In plaats van hen onmiddellijk te achtervolgen, gebruikte Karel opnieuw tactieken die hij tijdens zijn uiterst succesvolle carrière zou aanwenden. Hij nam de tijd om zijn manschappen te verzamelen en voor te bereiden. Hij bepaalde de plaats waar de vijand uitgelokt zou worden om aan te vallen en uiteindelijk versloeg hij hen op 21 maart 717 in Vincy. Na de slag achtervolgde hij de vluchtende koning en hofmeier naar Parijs.
Na dit succes riep hij Chlotarius IV uit tot koning van Austrasië in oppositie tot Chilperik en de afgezette bisschop van Reims, Rigobertus, liet hij vervangen door Milo van Trier. De verslagen Chilperik II en zijn hofmeier Raganfrid kwamen deze nederlaag nooit te boven.